# Cianciana

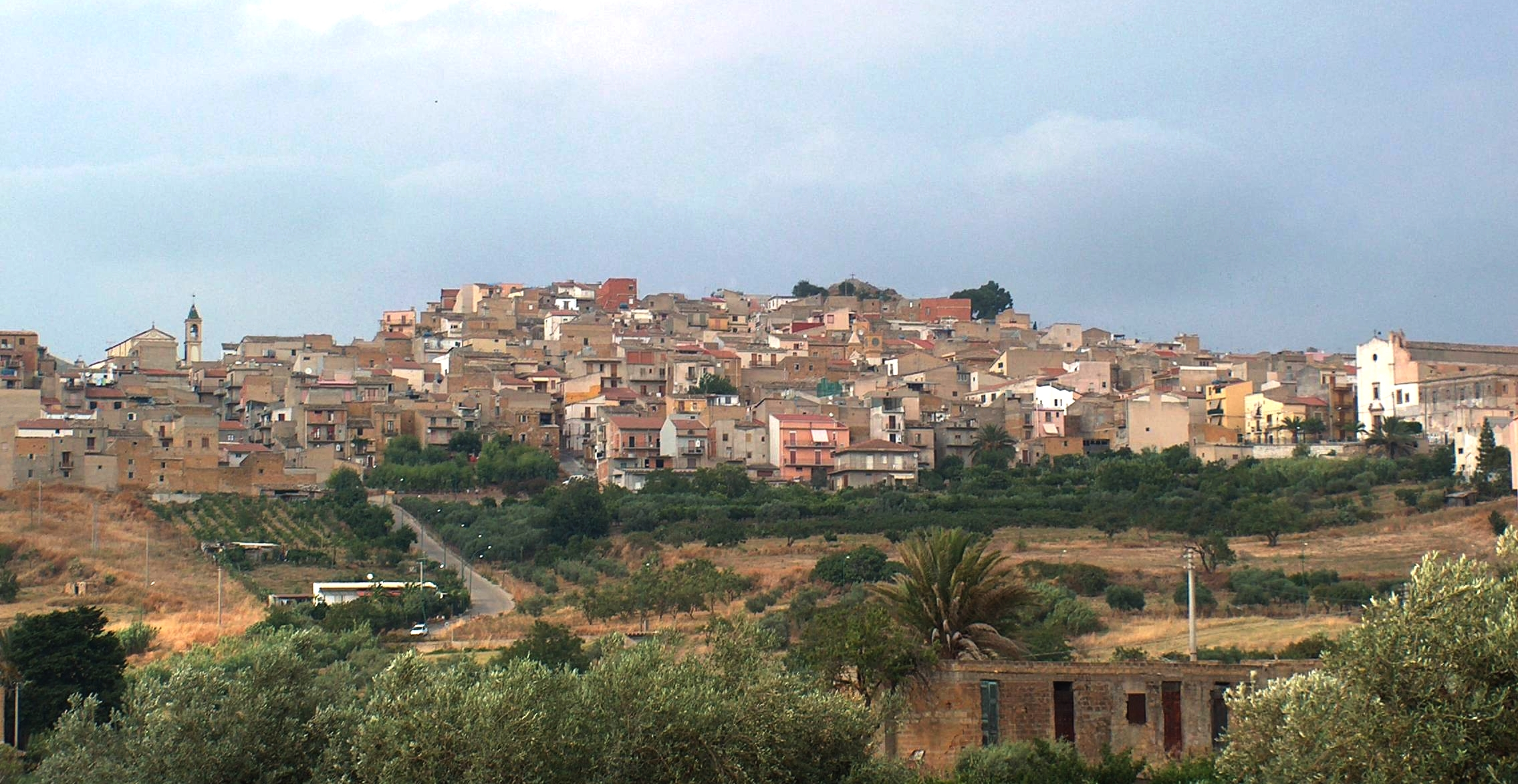
Cianciana

Cianciana ist eine Stadt im Freien Gemeindekonsortium Agrigent in der Region Sizilien in Italien mit 3040 Einwohnern (Stand 31. Dezember 2023).

## Lage und Daten
Cianciana liegt 44 km nordwestlich von Agrigent. Haupterwerbszweige sind Landwirtschaft und die Gewinnung von Mineralsalzen.
Die Nachbargemeinden sind Alessandria della Rocca, Bivona, Cattolica Eraclea, Ribera und Sant’Angelo Muxaro.

## Geschichte
Cianciana wurde im Jahre 1640 gegründet und hatte damals den Namen Sant’ Antonio di Cianciana. Nachdem im 19. Jahrhundert in den Nachbarorten Schwefel gefunden wurde, entwickelte sich die Stadt.

## Sehenswürdigkeiten
- Pfarrkirche aus dem 17. Jahrhundert
- Kirche Sant’ Antonino
- Joppolo-Palast aus dem 17. Jahrhundert

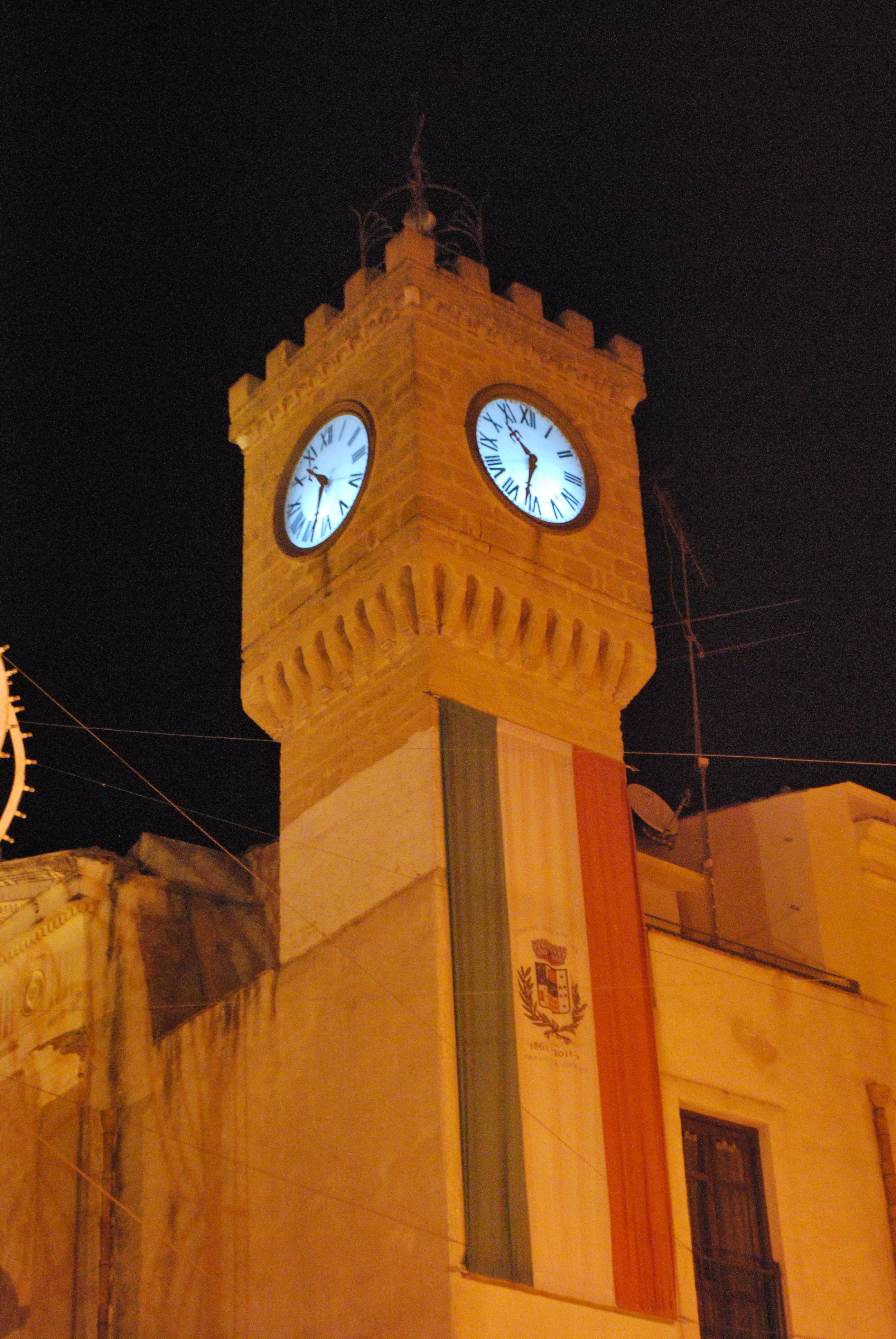
Torre dell’Orologio
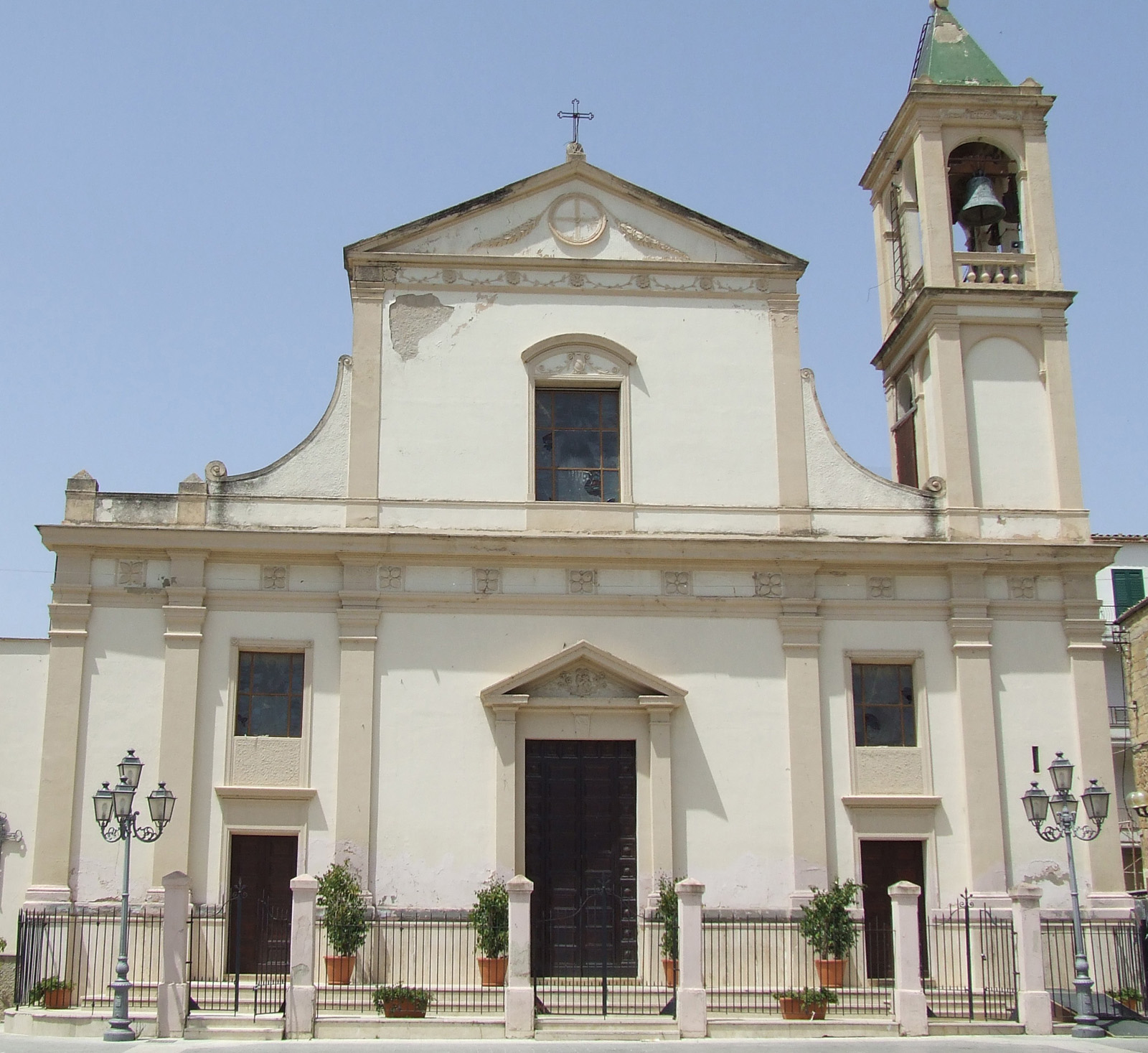
Chiesa Madre
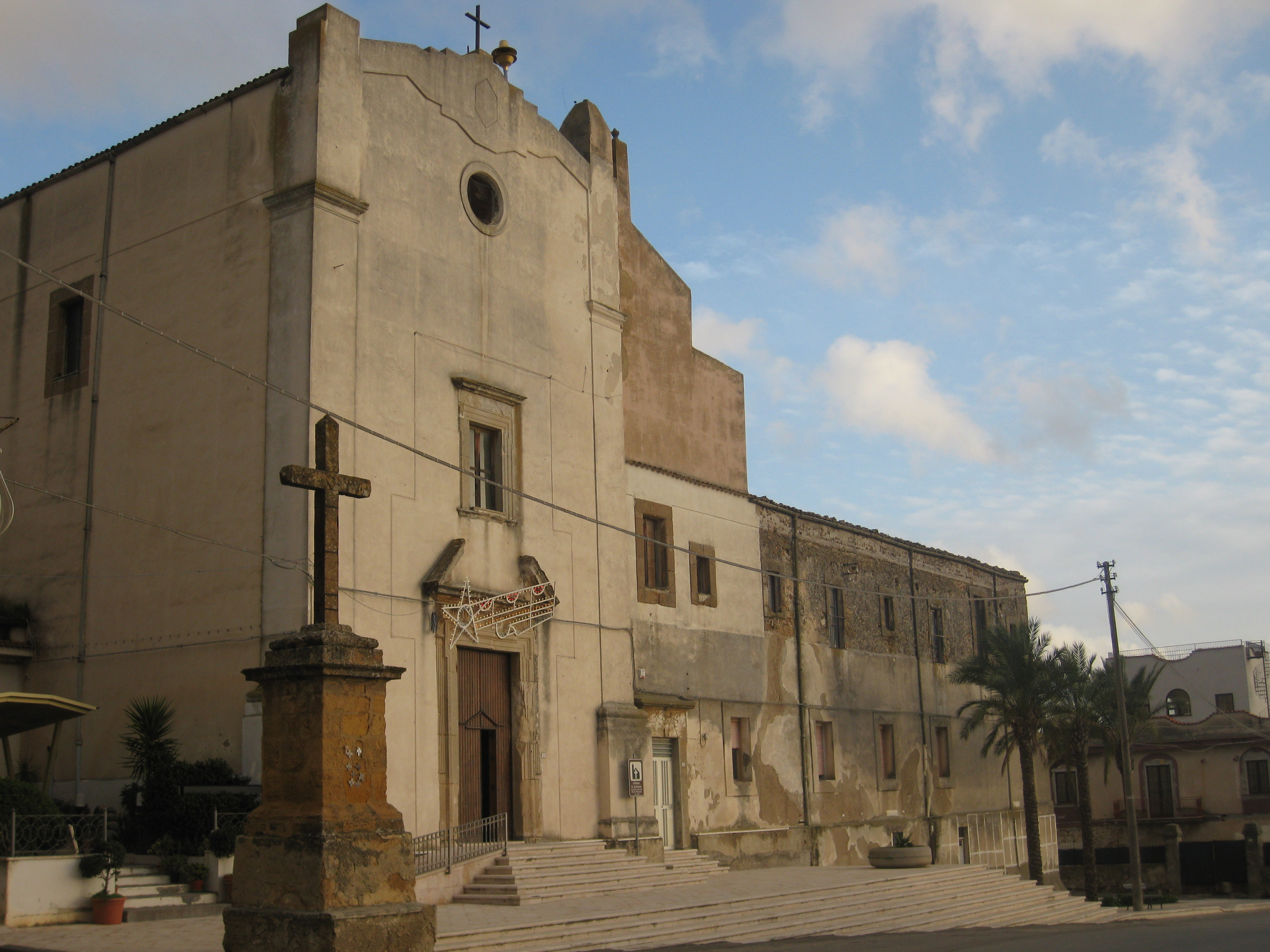
Chiesa di Sant’Antonio
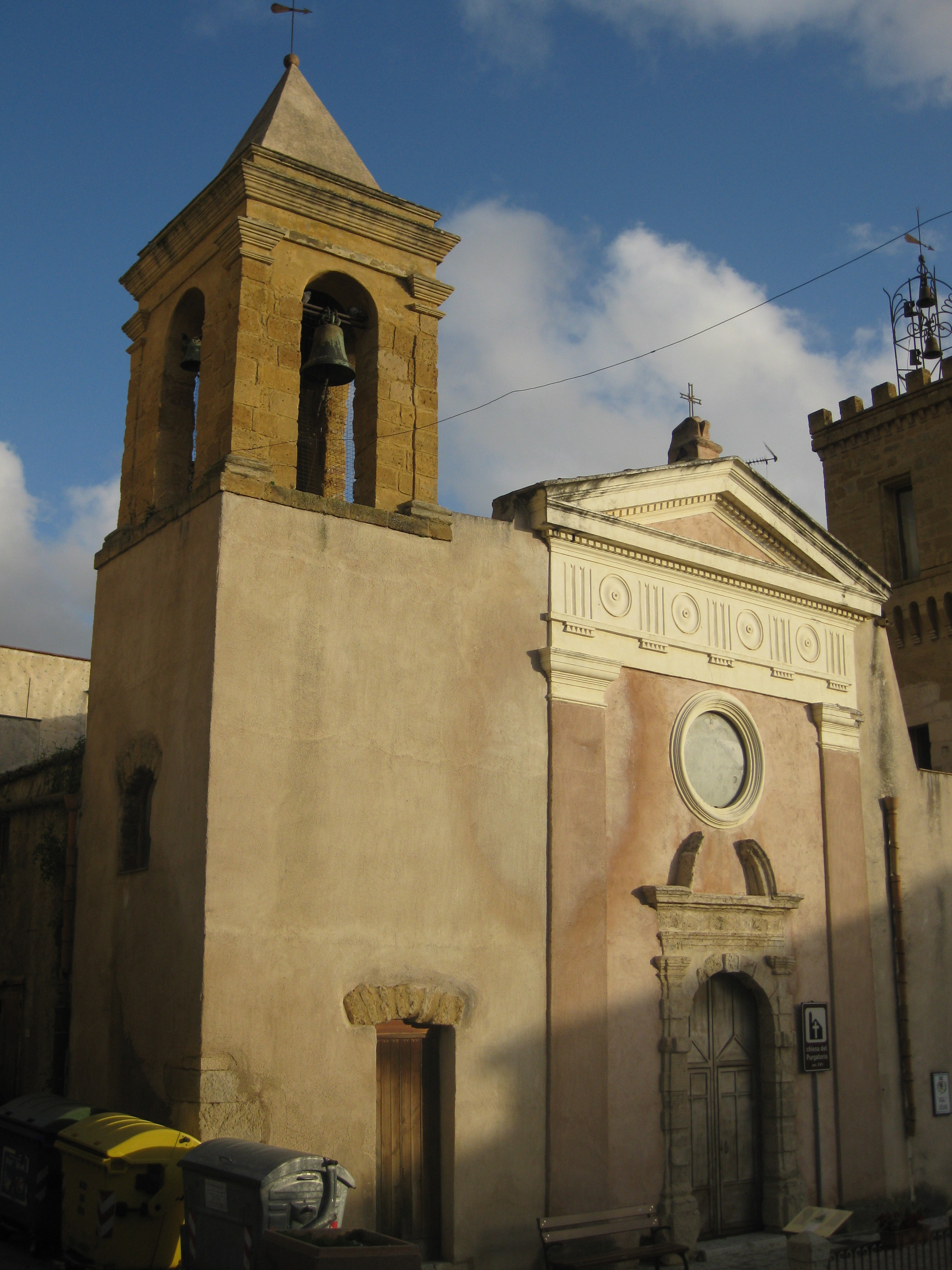
Chiesa del Purgatorio
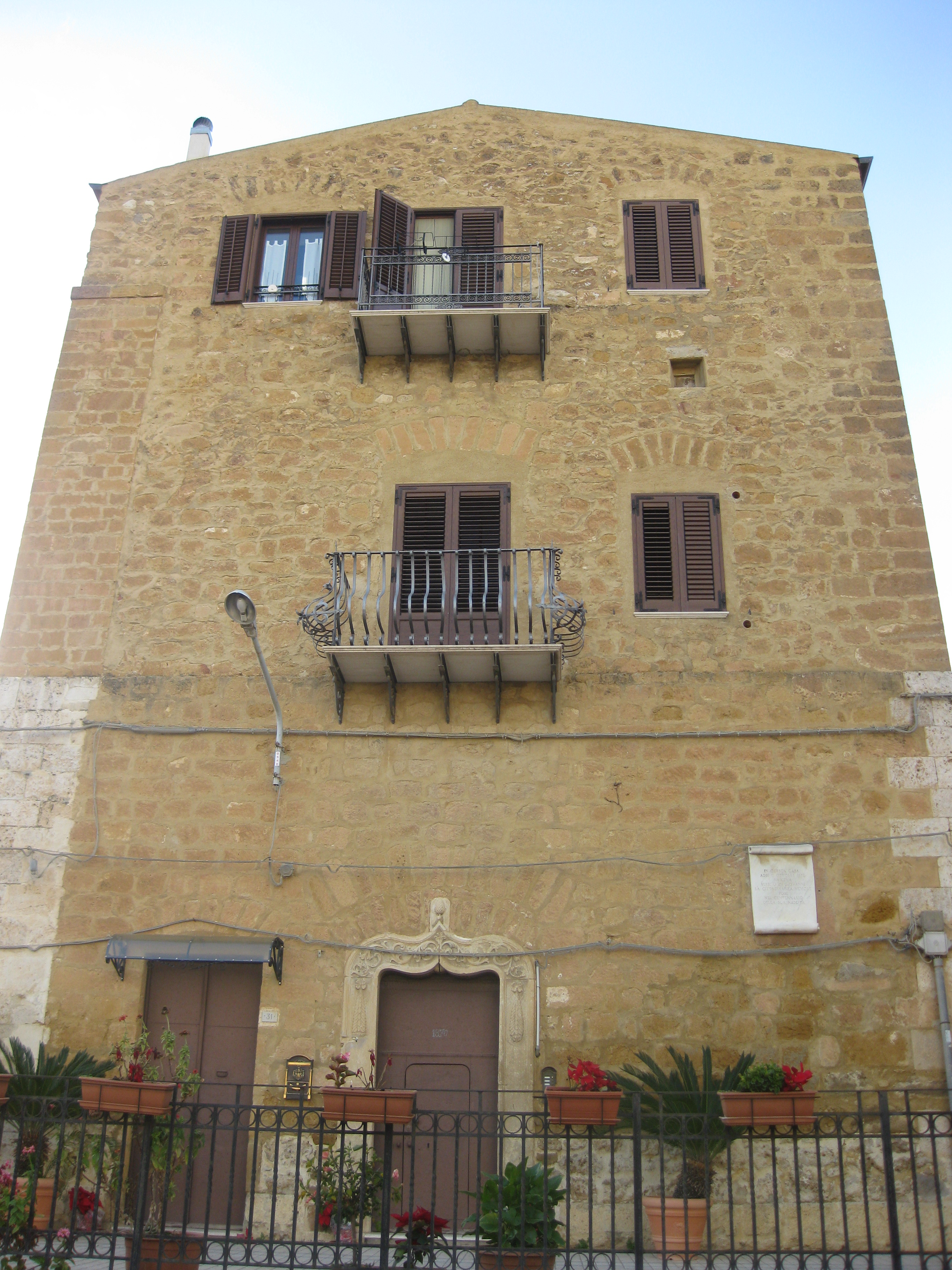
Palazzo Joppolo
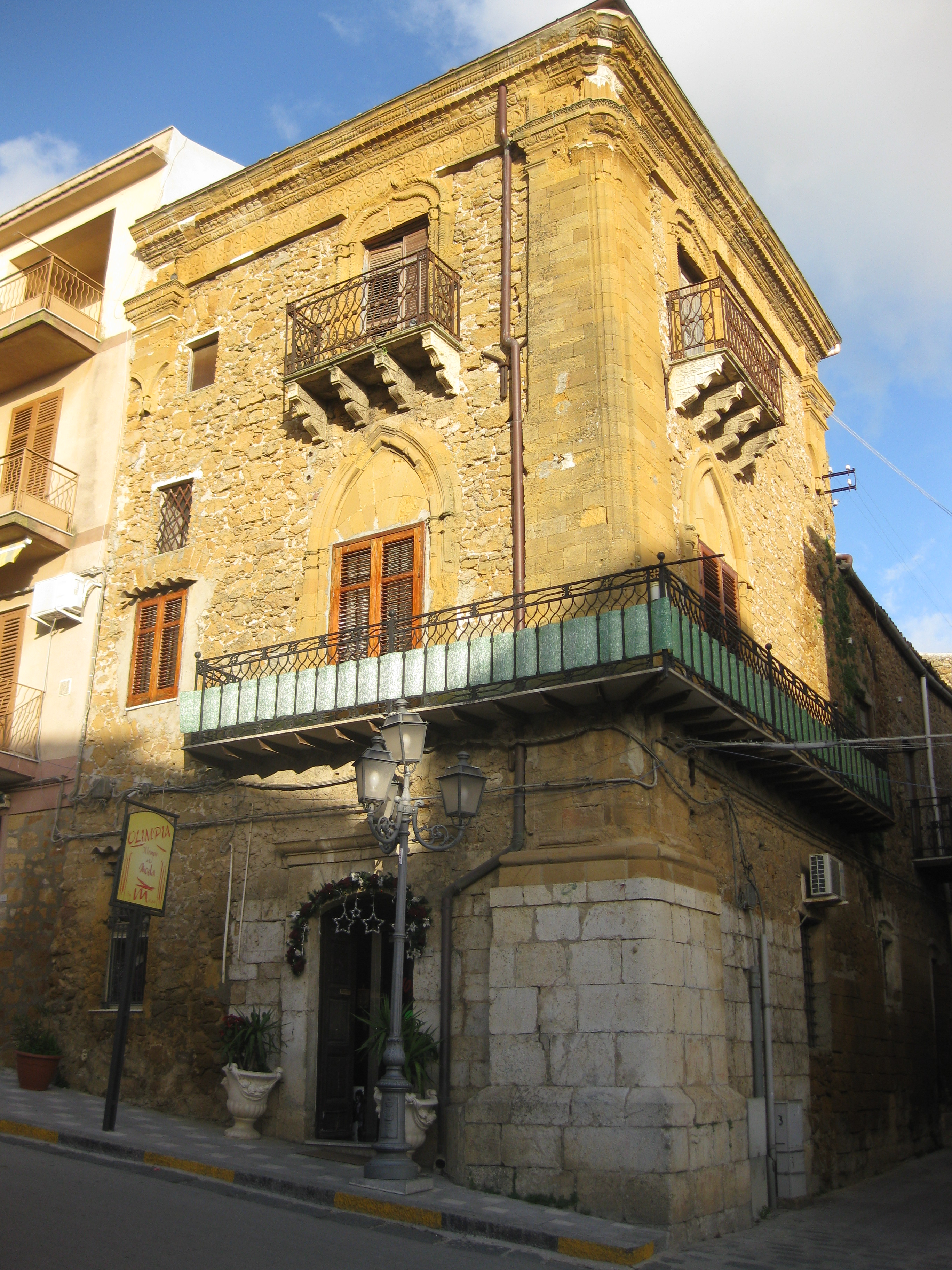
Palazzo De Michele
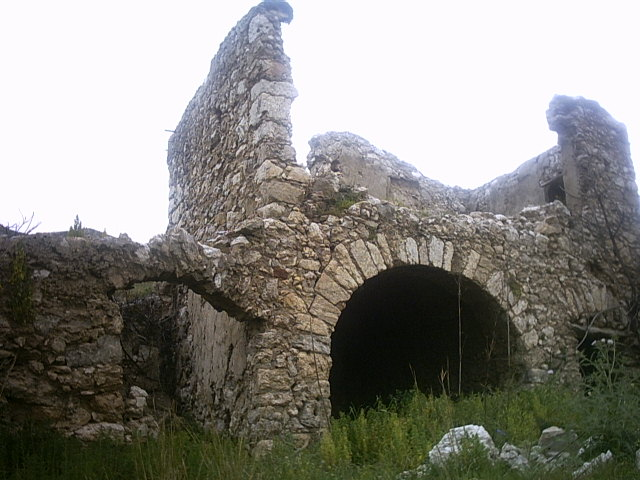
Eingang einer aufgegebenen Schwefelgrube bei Cianciana